# Maggie's Centres
(Motto contenuto nel logo dei Maggie's)
I Maggie's Centres (nome per esteso Maggie's Cancer Caring Centres) sono una rete di strutture gestita da una charity in Gran Bretagna, che hanno lo scopo di aiutare le persone che sono state colpite dal cancro. Questi centri non sono da intendersi come una sostituzione dei centri di terapia convenzionale del cancro, ma come degli ambienti di cura in grado di fornire supporto, informazioni e consigli pratici. Questi sono ubicati nei pressi degli ospedali esistenti ma sono separati da essi.
Il nome Maggie's Centre deriva dalla fondatrice Maggie Keswick Jencks, defunta moglie di Charles Jencks, critico di architettura.

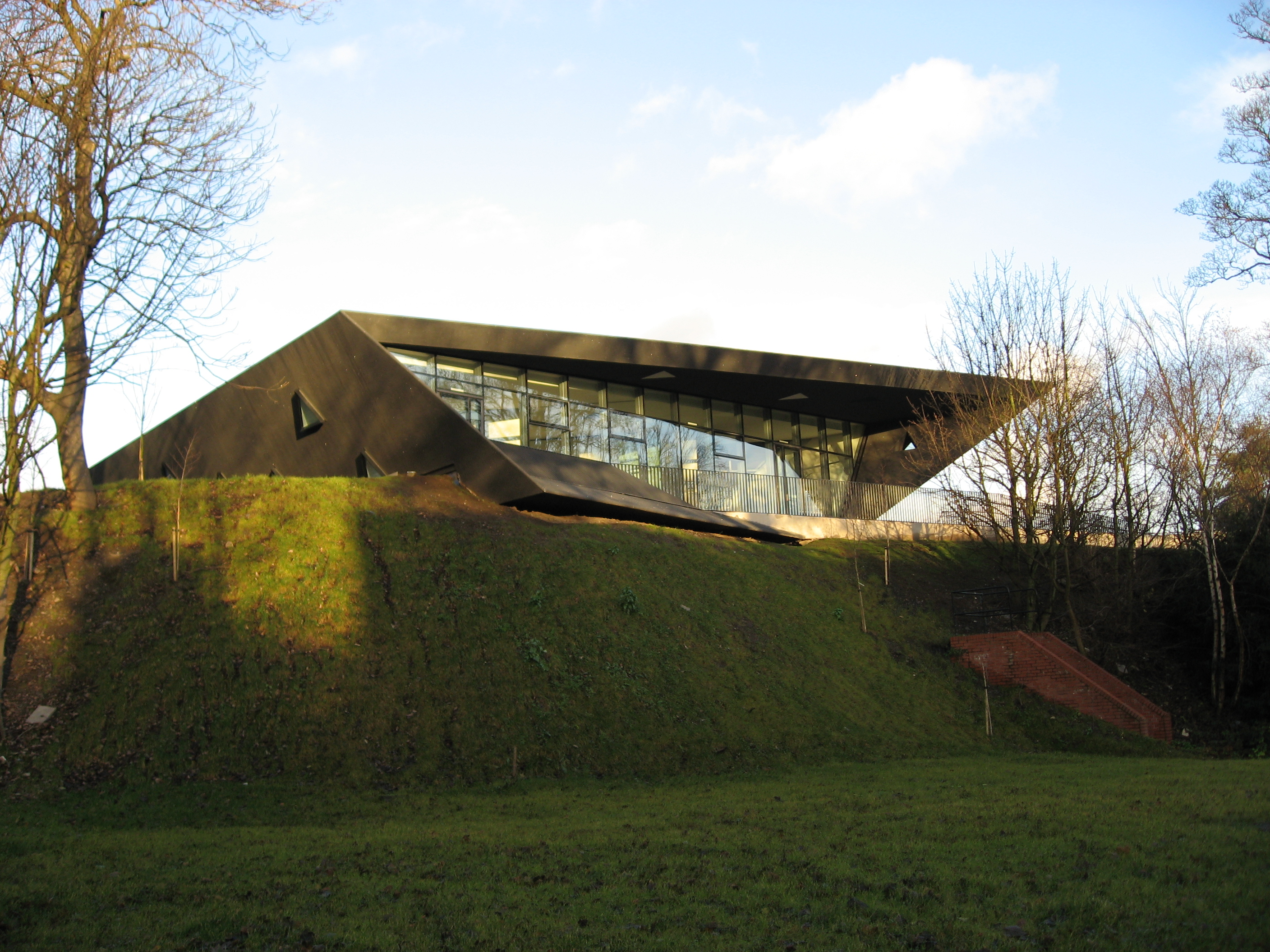
Il Maggie's Centre a Kirkcaldy, Fife, di Zaha Hadid.

## I centri

### Edimburgo
È il primo Maggie's Centre aperto a Edimburgo nel 1996, ae si trova presso il Western General Hospital. Il centro si trova all'interno di uno stabile ristrutturato, per la ristrutturazione Richard Murphy nel 1997 era stato nominato per il Stirling Prize.

### Glasgow
Il Maggie's Centre di Glasgow è ubicato nella Western Infirmary, nei pressi del Kelvingrove Museum. Il centro è ospitato nella vecchia portineria dell'Università di Glasgow, ristrutturata da Page\Park Architects. Charles Jencks ha progettato i giardini intorno ed ha partecipato alla realizzazione della scultura che vi si trova.

### Dundee
Il Maggie's Centre di Dundee è stata la prima realizzazione di Frank Gehry nel Regno Unito.

### Highlands
Il Maggie's Centre di Inverness, Highland, si trova presso il Raigmore Hospital, fu progettato da Page\Park Architects. Il landscape design e le sculture sono opera di Charles Jencks. Il centro fu aperto nel 2005, e vinse nel 2006 il RIAS Andrew Doolan Award for Architecture.

### Fife
Il Maggie's Centre di Kirkcaldy, Fife, fu aperto nel novembre del 2006 presso il Victoria Hospital. L'edificio fu progettato da Zaha Hadid, ed è stato il suo primo progetto realizzato nel Regno Unito.

### Galles del Sud Ovest
Il Maggie's Center del Galles del Sud Ovest presso l'Ospedale di Singleton a Swansea è stato progettato dall'architetto giapponese Kishō Kurokawa poco prima della sua morte, avvenuta nel 2007. Gli architetti che eseguirono i lavori sono stati Garbers and James e per il landscape design Kim Wilkie. Il centro è stato inaugurato nel dicembre del 2011 dal Primo ministro del Galles Carwyn Jones, in presenza dell'ambasciatore giapponese e della famiglia dell'architetto Kurokawa.

## Galleria d'immagini

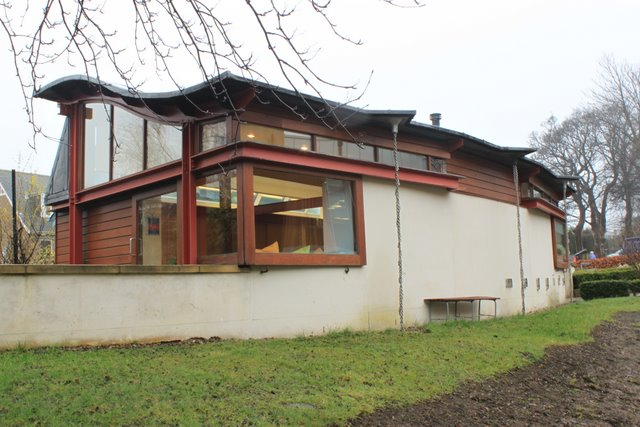
Maggie's Centre di Edimburgo, progettato da Richard Murphy
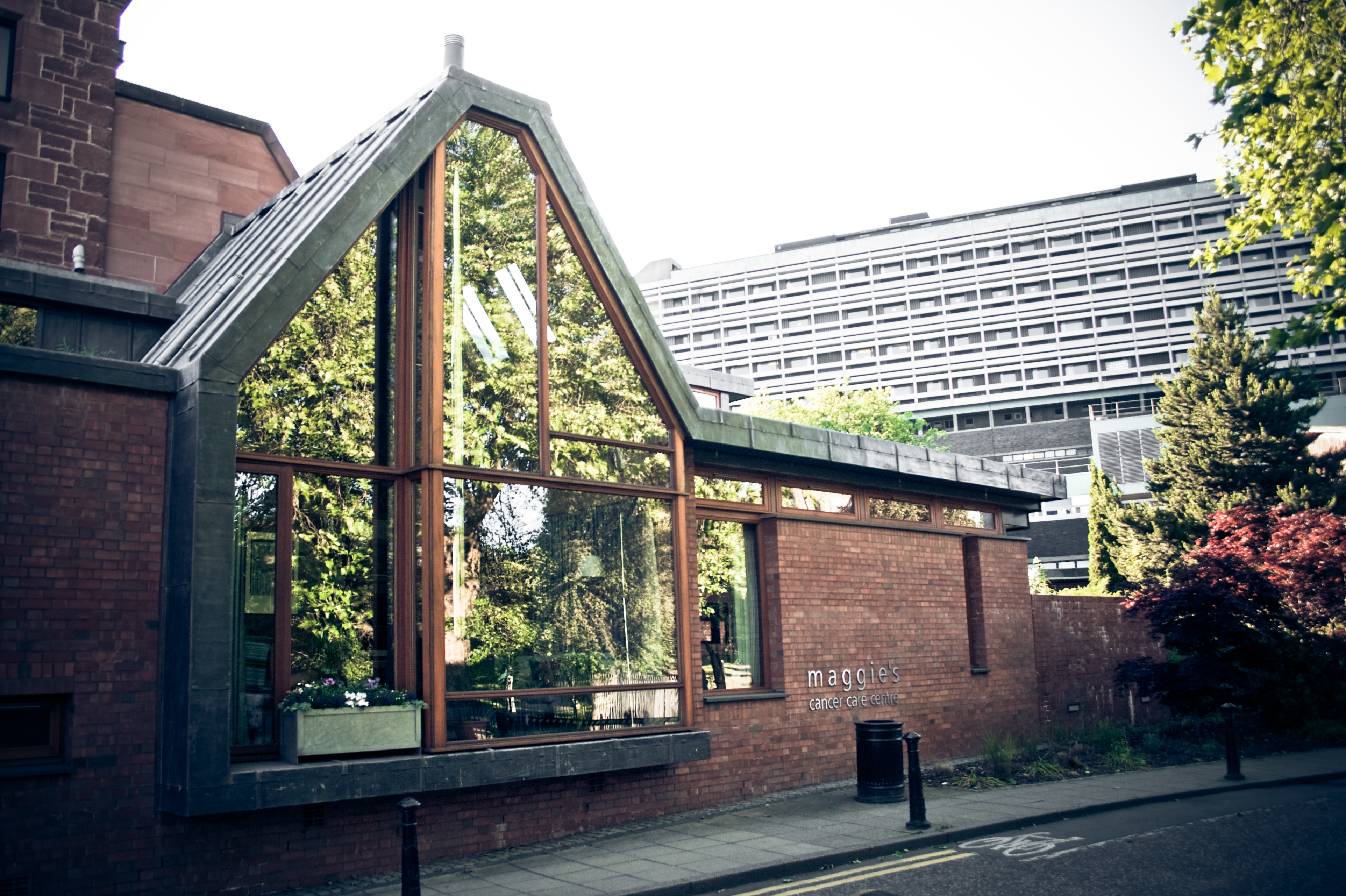
Maggie's Centre in Glasgow, progetto di Page\Park Architects
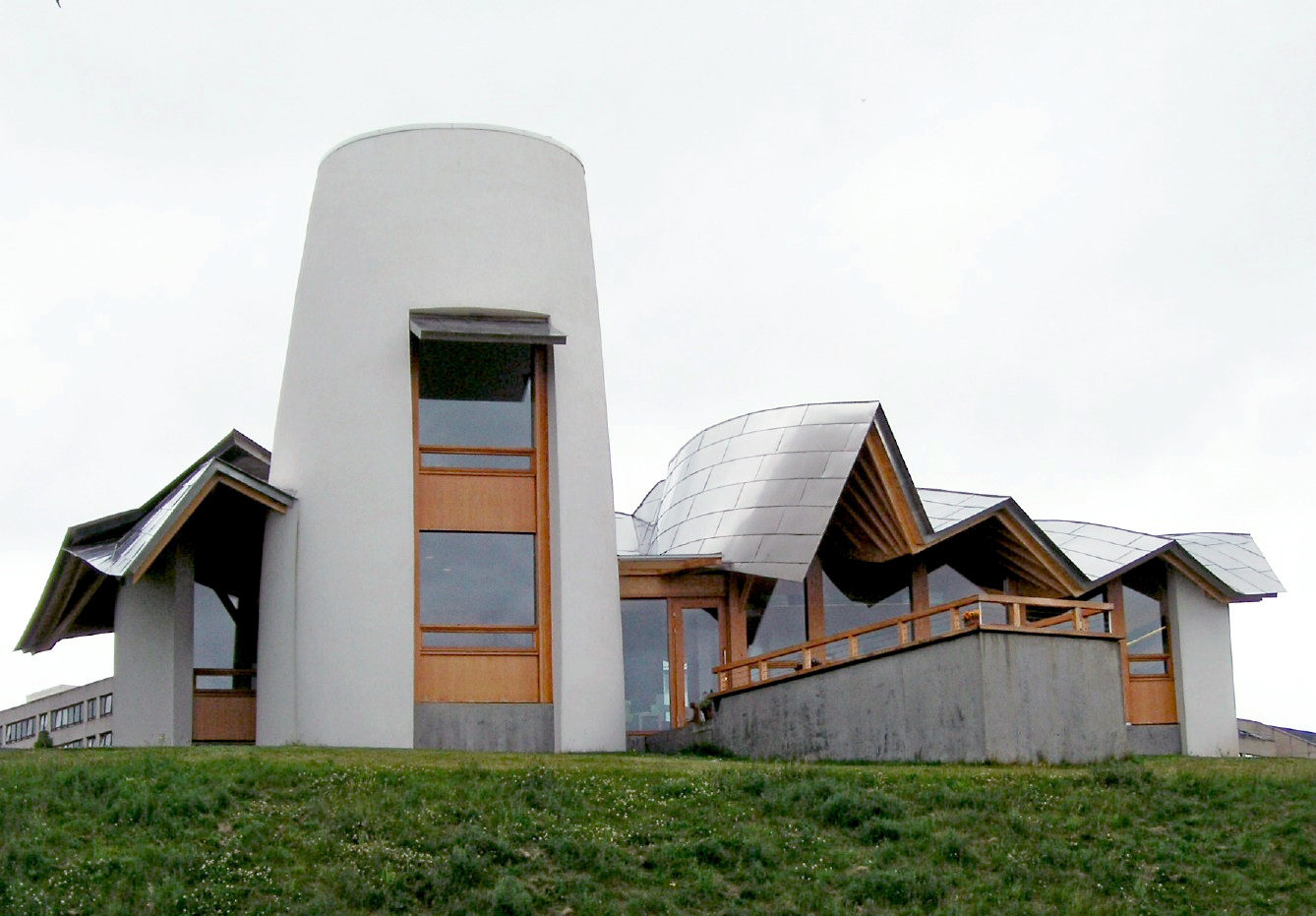
Maggie's Centre, Ninewells, Dundee, progetto di Frank Gehry
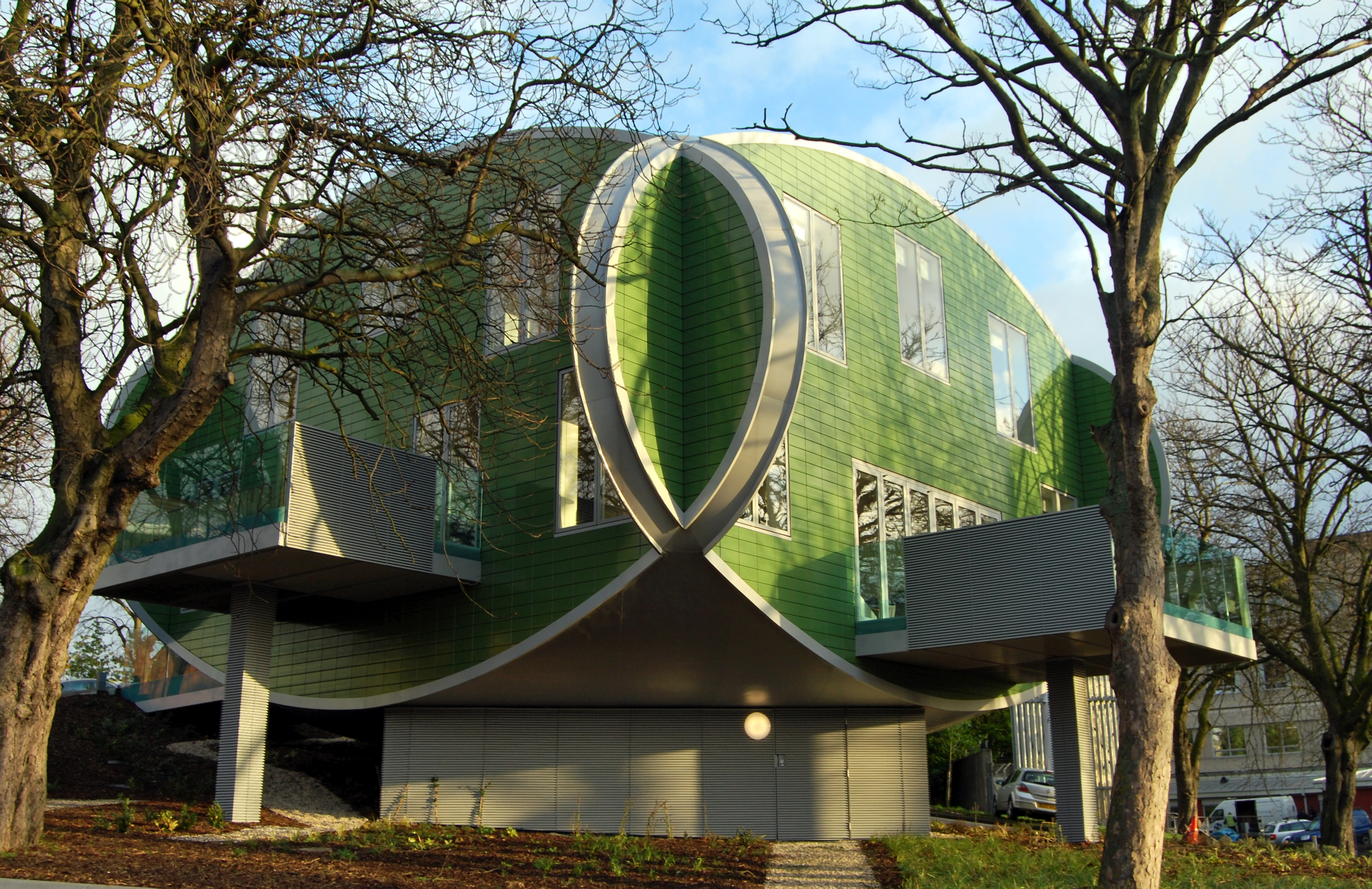
Nottingham, progetto di Piers Gough
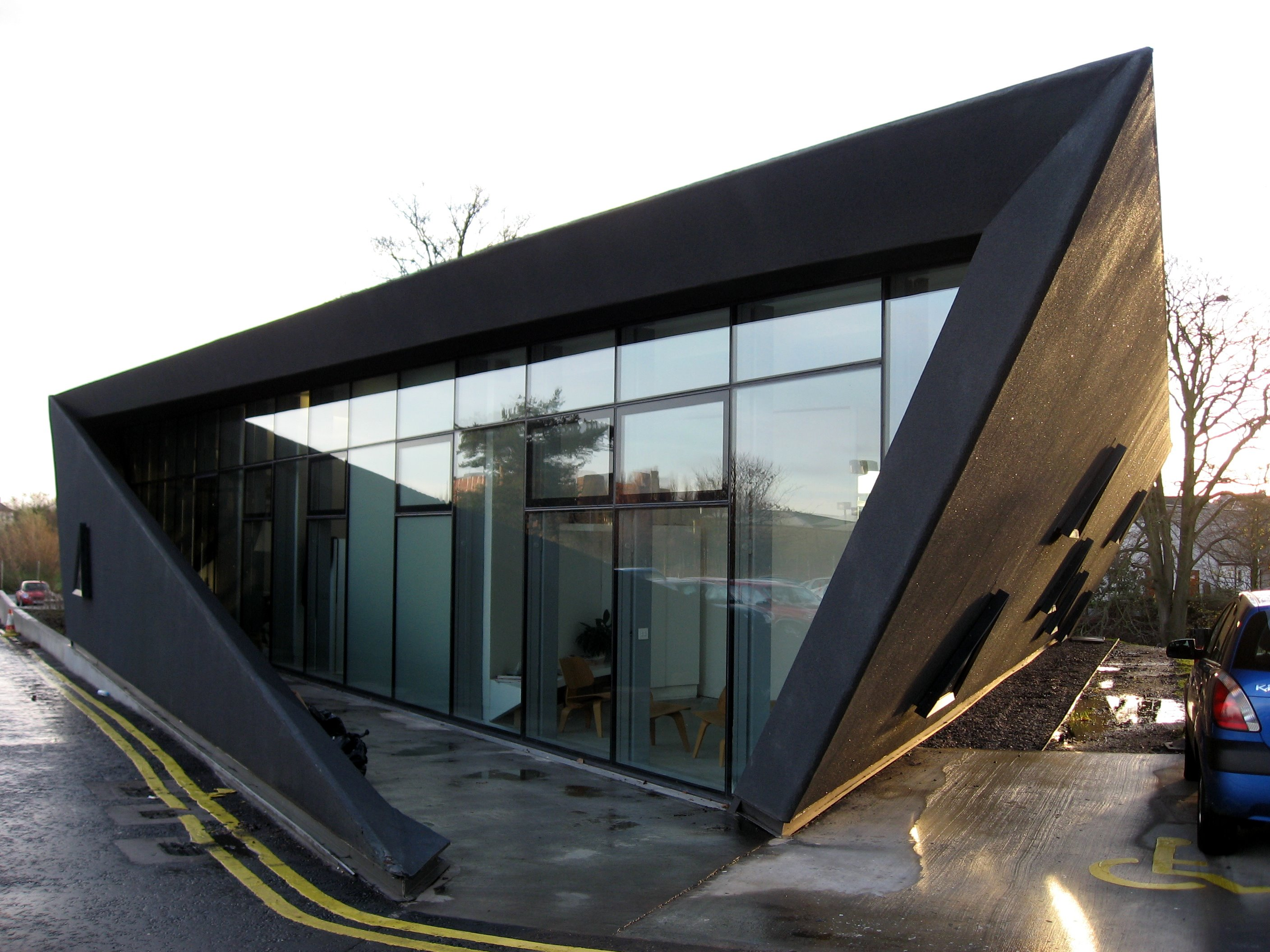
Maggie's Centre di Kirkcaldy, Fife, progetto di Zaha Hadid
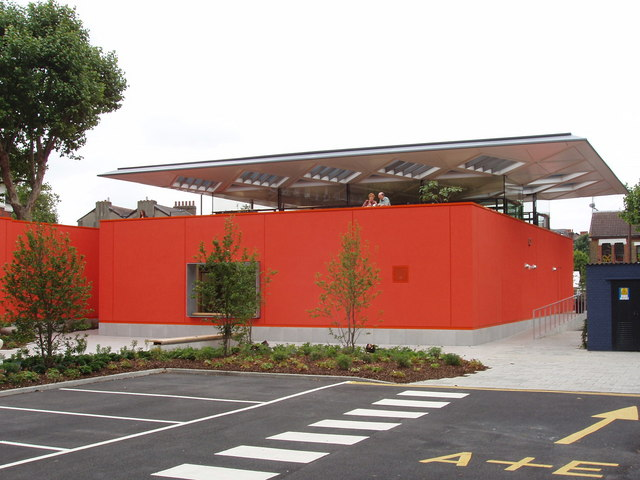
Maggie's Centre, Londra, progetto di Rogers Stirk Harbour + Partners
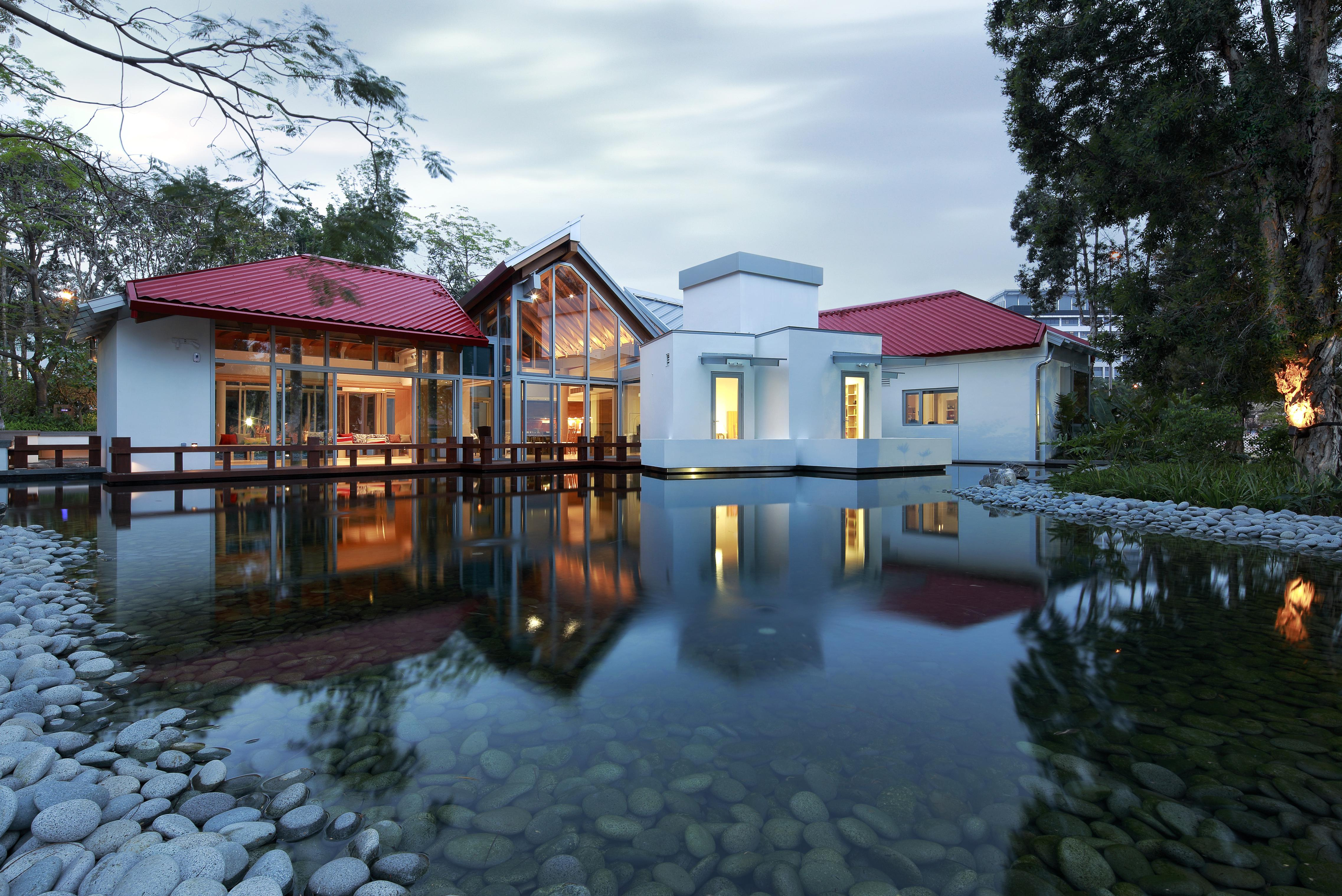
Maggie's Centre, Hong Kong, progetto di Ronald Lu and Partners